# 足立六兵衛
足立 六兵衛（あだち ろくべえ）は、戦国時代の武将。美濃斎藤氏の重臣・日比野下野守清実の家臣。諱は不明。

## 略歴
美濃斎藤氏の重臣である日比野清実の家来で、伝えによれば素手で首を取り「首取り足立」という異名が言われるほどの怪力の猛将である。
永禄4年（1561年）、美濃への進出を目指す織田信長の軍勢と戦い、織田軍の前田利家に討ち取られた（森部の戦い）。
利家はこの戦功により信長に帰参を許された。

## 登場作品
- 利家とまつ〜加賀百万石物語〜（2002年、演：大八木淳史）